# Марке (Болцано)
Марке је насеље у Италији у округу Болцано, региону Трентино-Јужни Тирол.
Према процени из 2011. у насељу је живело 251 становника. Насеље се налази на надморској висини од 1262 м.